# Anders Söderberg (instrumentmakare)
Anders Söderberg, född 9 november 1800 i Alunda församling, Uppsala län, död 27 juli, 1862 i Jakob och Johannes församling, Stockholm. Han var en svensk pianotillverkare i Stockholm mellan 1831 och 1859.

## Biografi
1826-1827 var han gesäll hos instrumentmakaren Johan Eric Berglöf i Stockholm. Söderberg avled 27 juli 1862 i Jakob och Johannes församling. Efter Söderbergs död tog August Hoffmann över verksamheten.

## Produktion
Lista över Söderbergs produktion.
| År   | Produkt/Arbete | Summa          |
| ---- | -------------- | -------------- |
| 1832 | Instrument     | 800 riksdaler. |
| 1833 | Instrument     | 500 riksdaler. |
| 1834 | Instrument     | 800 riksdaler. |
| 1835 | Instrument     | 800 riksdaler. |
| 1836 | Instrument     | 800 riksdaler. |
| 1837 | Instrument     | 800 riksdaler. |
| 1838 | Instrument     | 800 riksdaler. |